# Valeriana collina
Valeriana collina là một loài thực vật có hoa trong họ Kim ngân. Loài này được Wallr. miêu tả khoa học đầu tiên..